# تایج رونیان
تایج رونیان (انگلیسی: Tygh Runyan؛ زادهٔ ۱۳ ژوئن ۱۹۷۶) بازیگر، موسیقی‌دان اهل کانادا است. وی از سال ۱۹۹۱ میلادی تاکنون مشغول فعالیت بوده‌است.
از فیلم‌ها یا برنامه‌های تلویزیونی که وی در آن نقش داشته‌است می‌توان به کی-۱۹: ویدومیکر، مارها در یک هواپیما، ضد انحصار، جاده‌ای به هیچ‌جا و اردوگاه آموزشی اشاره کرد.